# Jacksboro (Tennessee)
Jacksboro é uma cidade  localizada no estado norte-americano de Tennessee, no Condado de Campbell.

## Demografia
Segundo o censo norte-americano de 2000, a sua população era de 1887 habitantes.
Em 2006, foi estimada uma população de 2034, um aumento de 147 (7.8%).

## Geografia
De acordo com o United States Census Bureau tem uma área de
6,8 km², dos quais 6,8 km² cobertos por terra e 0,0 km² cobertos por água. Jacksboro localiza-se a aproximadamente 334 m acima do nível do mar.

## Localidades na vizinhança
O diagrama seguinte representa as localidades num raio de 28 km ao redor de Jacksboro.